# Olympische Sommerspiele 1980/Rudern – Achter (Frauen)
Der Ruder-Achter der Frauen bei den Olympischen Sommerspielen 1980 wurde vom 21. bis 26. Juli auf dem Ruderkanal Krylatskoje ausgetragen.

## Ergebnisse

### Vorläufe

#### Vorlauf 1
| Rang | Nation         | Athletinnen | Zeit        | Qualifikation |
| ---- | -------------- | --- | ----------- | ------------- |
| 1    | Sowjetunion    | Olha Pywowarowa, Nina Umanez, Nadija Prischtschepa, Walentina Schulina, Tatjana Stezenko, Olena Teroschyna, Nina Preobraschenska, Marija Pasjun, Nina Frolowa (Steuerfrau)   | 3:11,72 min | Finale        |
| 2    | Großbritannien | Gillian Hodges, Joanna Toch, Penny Sweet, Linda Clark, Elizabeth Paton, Rosie Clugston, Nicola Boyes, Beverly Jones, Pauline Wright (Steuerfrau)                             | 3:18,18 min | Hoffnungslauf |
| 3    | Polen          | Urszula Niebrzydowska, Ewa Lewandowska, Wanda Piątkowska, Beata Kamuda, Jolanta Modlińska, Teresa Soroka, Krystyna Ambros, Wiesława Kiełsznia, Grażyna Różańska (Steuerfrau) | 3:25,1 min  | Hoffnungslauf |

#### Vorlauf 2
| Rang | Nation    | Athletinnen | Zeit        | Qualifikation |
| ---- | --------- | --- | ----------- | ------------- |
| 1    | DDR       | Martina Boesler, Kersten Neisser, Christiane Köpke, Birgit Schütz, Gabriele Kühn, Ilona Richter, Marita Sandig, Karin Metze, Marina Wilke (Steuerfrau)                                      | 3:13,41 min | Finale        |
| 2    | Rumänien  | Angelica Aposteanu, Marlena Zagoni, Rodica Frîntu, Florica Bucur, Rodica Puscatu, Ana Iliuță, Maria Constantinescu, Elena Bondar, Elena Dobrițoiu (Steuerfrau)                              | 3:16,21 min | Hoffnungslauf |
| 3    | Bulgarien | Daniela Stawrewa, Stefka Kolewa, Todorka Wassilewa, Sneschka Christewa, Rumjana Kostowa, Weneta Karamandschukowa, Marijana Mintschewa, Walentina Alexandrowa, Stanka Georgiewa (Steuerfrau) | 3:20,25 min | Hoffnungslauf |

### Hoffnungslauf
| Rang | Nation         | Athletinnen | Zeit        | Qualifikation |
| ---- | -------------- | --- | ----------- | ------------- |
| 1    | Rumänien       | Angelica Aposteanu, Marlena Zagoni, Rodica Frîntu, Florica Bucur, Rodica Puscatu, Ana Iliuță, Maria Constantinescu, Elena Bondar, Elena Dobrițoiu (Steuerfrau)                              | 3:10,24 min | Finale        |
| 2    | Bulgarien      | Daniela Stawrewa, Stefka Kolewa, Todorka Wassilewa, Sneschka Christewa, Rumjana Kostowa, Weneta Karamandschukowa, Marijana Mintschewa, Walentina Alexandrowa, Stanka Georgiewa (Steuerfrau) | 3:15,49 min | Finale        |
| 3    | Großbritannien | Gillian Hodges, Joanna Toch, Penny Sweet, Linda Clark, Elizabeth Paton, Rosie Clugston, Nicola Boyes, Beverly Jones, Pauline Wright (Steuerfrau)                                            | 3:15,77 min | Finale        |
| 4    | Polen          | Urszula Niebrzydowska, Ewa Lewandowska, Wanda Piątkowska, Beata Kamuda, Jolanta Modlińska, Teresa Soroka, Krystyna Ambros, Wiesława Kiełsznia, Grażyna Różańska (Steuerfrau)                | 3:24,04 min |               |

### Finale
| Rang | Nation         | Athletinnen | Zeit        |
| ---- | -------------- | --- | ----------- |
| 1    | DDR            | Martina Boesler, Kersten Neisser, Christiane Köpke, Birgit Schütz, Gabriele Kühn, Ilona Richter, Marita Sandig, Karin Metze, Marina Wilke (Steuerfrau)                                      | 3:03,32 min |
| 2    | Sowjetunion    | Olha Pywowarowa, Nina Umanez, Nadija Prischtschepa, Walentina Schulina, Tatjana Stezenko, Olena Teroschyna, Nina Preobraschenska, Marija Pasjun, Nina Frolowa (Steuerfrau)                  | 3:04,29 min |
| 3    | Rumänien       | Angelica Aposteanu, Marlena Zagoni, Rodica Frîntu, Florica Bucur, Rodica Puscatu, Ana Iliuță, Maria Constantinescu, Elena Bondar, Elena Dobrițoiu (Steuerfrau)                              | 3:05,63 min |
| 4    | Bulgarien      | Daniela Stawrewa, Stefka Kolewa, Todorka Wassilewa, Sneschka Christewa, Rumjana Kostowa, Weneta Karamandschukowa, Marijana Mintschewa, Walentina Alexandrowa, Stanka Georgiewa (Steuerfrau) | 3:10,03 min |
| 5    | Großbritannien | Gillian Hodges, Joanna Toch, Penny Sweet, Linda Clark, Elizabeth Paton, Rosie Clugston, Nicola Boyes, Beverly Jones, Pauline Wright (Steuerfrau)                                            | 3:13,85 min |